# Max Marek
Max Marek (* 30. Juli 1957  in New York) ist ein deutscher Maler, Illustrator und Scherenschnittkünstler. Er lebt in Berlin.

## Familie
Max Marek wurde in New York geboren und wuchs in Woodstock auf. Er ist der Sohn  des deutschen Journalisten und Sachbuchautors Kurt W. Marek, der unter dem Pseudonym C. W. Ceram mit dem Buch „Götter, Gräber und Gelehrte“ Weltruhm erlangte. Seine Mutter Hannelore Marek war Bühnen- und Kostümbildnerin. 1970 kehrte die Familie nach Deutschland zurück und ließ sich in Hamburg nieder, wo Max Marek 1977 sein Abitur ablegte.

## Ausbildung und Werdegang
Im Jahr 1977 begann Marek in Paris eine Ausbildung als Illustrator und Modezeichner. Er arbeitete dort von 1979 bis 1981 für diverse Zeitschriften, bevor er nach Hamburg zurückkehrte, wo er zu malen begann. Zwischen 1982 und 1986 experimentierte er mit den unterschiedlichsten Techniken, so Ölmalerei, Lithographie, Kleinplastiken. In dieser Zeit waren seine Werke in ersten Ausstellungen zu sehen, und er veröffentlichte erste Künstlerbücher in Kleinstauflagen. Von Anfang an entstanden aber immer wieder Scherenschnitte, die schließlich zu einem zentralen Thema seiner Arbeit wurden.
Ab Ende der 1980er Jahre interessierte sich Marek immer mehr für das Tanztheater. Seine Fotoserie „Posierte Tänze“ wurde in das Deutsche Tanzarchiv in Köln aufgenommen. Marek zeichnete mehrere Tage lang während der Proben von Pina Bausch zu „Iphigenie auf Tauris“ in Wuppertal. Zwei Tanztheaterskizzenbücher befinden sich in der Dance Collection of the New York Public Library for the Performing Arts, Lincoln Center.
Marek kreierte Theaterplakate u. a. für das Theater im Zimmer in Hamburg und das Folkwang Tanzstudio in Essen. Seine Papierschnitte wurden in zahlreichen Einzel- und Gruppenausstellungen gezeigt. Seit Mitte der 1990er Jahre zählt er zu den profilierten deutschen Künstlern dieses Genres. Arbeiten von Max Marek befinden sich in zahlreichen öffentlichen Sammlungen in Hamburg, Berlin, Köln, Essen, München und New York.
Nach einem Gaststipendium 1998 bei „ISART“ in Montréal ließ sich Marek in Berlin nieder, wo er seither lebt und arbeitet.

## Ausstellungen

### Einzelausstellungen (Auswahl)
- 1984: Ombres dans la Ville. Paris, Association Irreguliers
- 1984: Nachtschatten. Hamburg, Galerie Form und Funktion
- 1985: Tagsüber nur Ärger und Nachts leuchten die Schweine. Hamburg, Galerie Form und Funktion
- 1987: München, Galerie Harmstorf
- 1989: Befleckte Last. Hamburg, Galerie Jensen
- 1990: Das Gedächtnis der Haut. Hamburg, Galerie Jensen
- 1990: Geteilte Schwestern. München, Galerie Hierling
- 1991: Tatovering. Horsens (Dänemark), Galerie Asbæk
- 1993: La Mémoire de la Peau. Paris, Galerie Gand
- 1994: Grammatik des Fleisches. Agathenburg, Schloss Agathenburg
- 1995: Mechanik der Stille. Hamburg, Galerie Jensen
- 1997: Papierschnitte. Hamburg, Galerie Jensen
- 1997: Papierschnitte & Siebdrucke. Köln, Galerie Seippel
- 1999: Kunstvereine: Husum, Tauberbischofsheim, Erlangen
- 2002: Syntax des Körpers. Hamburg, Galerie Meiner
- 2003: Papercuts & Other Sharp Edges. Hamburg, Museum für Kunst und Gewerbe, Forum Buchkunst der Gerd Bucerius Bibliothek
- 2003: Lost Forms and Headsets. Köln, Galerie Seippel
- 2004: Neue Kartonschnitte & Künstlerbücher. Hamburg, Galerie Meiner
- 2012: Max Marek Implantate. Papierschnitte & Künstlerbücher. Frankfurt am Main, Kunstbibliothek – Städelbibliothek

### Gruppenausstellungen (Auswahl)
- 1983: Farbbad. Hamburg, Galerie Barlach
- 1984: Kunst aus Hamburg. Laren (Niederlande)
- 1994: Strasbourg, Premier Salon International d’Art Contemporain, Galerie Gand
- 1994: Collagen und Zeichnungen. Köln, Galerie Seippel, Sommergalerie 1
- 1994: Nordwestkunst – Handzeichnungen & Grafik. Wilhelmshaven, Kunsthalle
- 1995: Köln – New York – New York – Köln. Köln, Galerie Seippel
- 1996: Positionen figurativer Malerei. Köln, Galerie Seippel
- 2000: Körperkonturen. Langenberg, Kunsthaus
- 2000: Kunstmessen: Buenos Aires, Köln, Berlin
- 2001: Editionen. Berlin, Kramm & Gürtler
- 2002: Künstlerbücher. München, Galerie Katia Rid
- 2003: Querschnitte. Chemnitz, Schloss Lichtenwalde, Deutsches Scherenschnitt-Museum